# Réunion centrale
De Réunion centrale of Centrale vergadering was een politieke club van Jakobijnse inspiratie die de Belgische Revolutie van 1830 aanstuurde. De organisatie, met Rogier, Gendebien en Ducpétiaux als voornaamste figuren, nam het initiatief in het bevechten van de onafhankelijkheid en het verwijderen van het huis van Nassau, maar slaagde niet in haar einddoel een democratische republiek te vestigen. Eind 1830 bloedde de Réunion centrale dood. Veel ontgoochelde leden vonden het volgende jaar hun weg naar de Association nationale belge.

## Geschiedenis
Waar de katholieke en liberale oppositie tegen koning Willem I der Nederlanden een beweging van vermogende burgers was die in essentie binnen de legaliteit wilde opereren, verzamelden zich in de Réunion centrale radicalen die een gewapend separatisme voorstonden. Hun doel was het monarchale regime omver te werpen en in de zuidelijke provincies een democratische republiek uit te roepen. Binnen de beweging waren er weliswaar diverse strekkingen, van babouvisten tot katholieke democraten. Uit taktische overwegingen schaarden ze zich achter het unionisme.
Na het straattumult van augustus 1830, dat was aangejaagd door de radicalen, en de daaropvolgende terugtrekking van het stedelijk garnizoen, had de Brusselse burgerij een Burgerwacht opgericht die de orde moest bewaren. Het vacuüm gelaten door het vertrek van de Regentschapsraad werd ingevuld door een Veiligheidscommissie. De republikeinen zagen met lede ogen aan hoe dit orgaan de oppositie in een hervormingsgezinde richting stuurde. Toen de koning de gematigde krachten naar Den Haag riep voor overleg, grepen de revolutionairen hun kans om in Brussel de macht te usurperen. Ze verenigden zich in de Club de Saint-Georges, die de jakobijnen tot voorbeeld nam en op 12 september een eerste keer officieus bijeen was gekomen. Voor het eerst kon men vrijuit debatteren over radicale ideeën.
De leden waren veelal jonge mannen uit diverse sociale groepen, zij het niet uit de bovenklasse en evenmin uit de onderlaag van dagloners en werklozen. De meesten waren Brusselaars, onder wie veel Franse bannelingen zoals generaal Mellinet, die regelmatig bijval oogstte met zijn toespraken. Ook was er een sterke delegatie van de op 7 september aangekomen Luikenaars, aangevoerd door Rogier, De Robaulx en de broers Bayet. In de loop van september kwamen uit andere provincies leden aansluiten. In steden doorheen het land ontstonden revolutionaire clubs die het Brusselse voorbeeld en programma volgden, vaak onder dezelfde naam: in Leuven, Luik, Doornik, Kortrijk, Brugge, Bergen, Namen, Verviers, Philippeville... Vanuit Brussel werden verbindingen gelegd en stuurde men soms afgevaardigden om lokale beslissingen te beïnvloeden, zoals de stemming van de Gentse club over de Oranjedynastie.
In september 1830 had de Réunion centrale als een parallelle organisatie macht naar zich toe getrokken, maar de pogingen om een voorlopige regering op de been te brengen verliepen moeizaam. Beter ging het toewerken naar de gewapende strijd. De vereniging schiep een vijandig klimaat en maakte toegevingen door andere patriotten onmogelijk. Ze rekruteerde voetvolk uit de lagere klassen, zorgde voor training en bewapening en liet barricades opwerpen. Bijna niemand gaf de Belgische opstandelingen echter een kans tegen de 15.000 man sterke legermacht van prins Frederik. Zeker nadat deze ongenadige straffen in het vooruitzicht had gesteld, maakten veel radicalen zich uit de voeten naar de provincie. Onder leiding van enkele professionele vechtjassen, die een stadsguerrilla organiseerden, verdreven de opstandelingen tijdens de Septemberdagen onverwacht het koninklijk leger uit Brussel. Dit was het begin van de koninklijke nederlaag en leverde de radicale zaak veel prestige op, hoewel er ook ressentiment was toen de gevluchten terugkeerden om weer de leiding te nemen.
De instelling van het Voorlopig Bewind slaagde nu wel. De liberale en katholieke elite, wiens medewerking onmisbaar was, kreeg er belangrijke posities in. Er kwam een Grondwetscommissie, die zich tegen de republiek uitsprak, en ook de kiesbesluiten voor de gemeenteraden en het Nationaal Congres waren voor de Réunion centrale onverteerbaar. Op 7 november protesteerde ze met een fel verzoekschrift, maar tevergeefs. Hoewel de vereniging een grootscheeps campagne orchestreerde, met open voorverkiezingen, affiches en electorale agenten, nam de klasselogica de bovenhand. De ongeveer 2% stemgerechtigde Belgen verkozen vooral gematigde en conservatieve kandidaten. De republikeinen behaalden nauwelijks een tiende van de zetels in de constituante. In uitermate woelige debatten wogen ze toch op het resultaat en wisten ze een constitutionele monarchie met ministeriële verantwoordelijkheid en uitsluiting van de Nassaus uit de brand te slepen. Als reactie op het door de Grondwetscommissie voorgestelde ontwerp van Belgische Grondwet werd binnen de Réunion centrale een tegenproject uitgewerkt, maar zonder veel gevolg.
De vergaderingen van de Réunion centrale vielen stil in december 1830. Veel leden bleven echter politiek actief. Sommigen traden in februari 1831 toe tot de efemere Société de l'Indépendance Nationale van Louis de Potter. Velen traden in maart toe tot de Association nationale belge, die werd opgericht om weerwerk te bieden tegen de coups waarmee de orangisten een restauratie dreigden te bewerkstelligen. Na de troonsbestijging van Leopold I in juli 1831 was de sturende rol van de clubs uitgespeeld en belandden de radicalen in de oppositie. Velen bleven hun idealen trouw en verdwenen op het achterplan, anderen zoals De Brouckère kozen voor de macht.

## Tijdlijn
- 12 september: eerste bijeenkomst
- 15 september: De eisenbundel aan de zuidelijke afgevaardigden aan de Staten-Generaal, opgesteld in het stadhuis van Brussel, wordt te gematigd bevonden. In het Hôtel de la Paix, waar ze zich hebben teruggetrokken, stellen de radicalen een tweede tekst op, die door dezelfde boodschappers naar Den Haag zal worden gebracht.
- 16 september: op een bijeenkomst in de Salle Saint-Georges wordt een resolutie aangenomen die het Veiligheidscommissie opdraagt kapitaalvlucht te verhinderen en schildwachten op te stellen buiten de stadspoorten.
- 17 september: officiële stichtingsvergadering en verkiezing van Ducpétiaux als voorzitter en Rogier als vice-voorzitter.
- 18 september: aankondiging van de oprichting in de Courrier des Pays-Bas. De Réunion centrale groeit aan met leden uit het hele land en zet de voorzichtige Veiligheidscommissie onder druk. 's Nachts maakt een patrouille in Tervuren vier paarden buit op de maréchaussée en wordt een diligence naar Amsterdam aangehouden.
- 19 september: Het Veiligheidscomité veroordeelt de nachtelijke acties en wil ze ongedaan maken. Rogier verstoort met zijn Luikse manschappen, die verblijven in de Sint-Elisabethkazerne, een zitting van het Veiligheidscomité en eist wapens.
- 20 september: Vanaf 's ochtends begint het volk wapens af te nemen van de Burgerwacht. Rogier en de Luikenaars voegen zich bij deze actie, waarna de Veiligheidscommissie desintegreert. Die avond beslist een veertigtal leden van de Réunion centrale vrijwilligerskorpsen te organiseren en een voorlopige regering op te richten. Eerst worden drie personen aangeduid, later uitgebreid tot zeven. Hun namen worden nog diezelfde avond aangeplakt, al zijn ze zelf niet geconsulteerd. De opstand is nu openlijk in de illegaliteit. De regering komt niet tot stand.
- 21 september: Een vrijkorps onder Pedro Rodenbach, met ook Niellon, Chazal en Stieldorff, zoekt schermutselingen op met het leger in het Brusselse ommeland, maar moet terugplooien op Leuven. Daar beslissen Van Meenen en andere lokale opstandelingen om versterking te sturen.
- 22 september: Rodenbach keert 's morgens terug met de Leuvense versterking onder Adolphe Roussel. Verdere schermutselingen buiten Brussel.
- 23 september: Ducpétiaux gaat onderhandelen met prins Frederik in Vilvoorde en wordt gearresteerd.
- 24 september: De Réunion centrale installeert het Voorlopig Bewind en benoemt Juan van Halen als hoofd van de actieve strijdkrachten.
- 26 september: officiële aankondiging van het Voorlopig Bewind
- 8 oktober: Via De Brouckère biedt het Comité central prins Frederik de Belgische kroon aan, tot ontsteltenis van de Réunion centrale.
- 11 oktober: Ducpétiaux komt vrij uit zijn Antwerpse gevangenschap en neemt wegens meningsverschillen ontslag uit de Réunion centrale.
- 15 oktober: Prins Frederik aanvaardt de Belgische troon in een proclamatie die bij de Réunion centrale slecht wordt onthaald.
- 7 november: protest bij het Comité central tegen de kiesbesluiten en de instelling van een hogerhuis voor grootgrondbezitters. De concept-grondwet wordt "tiranniek" en "een vrij volk onwaardig" genoemd.[3]
- 27 november: Definitieve keuze voor de monarchie, waardoor de Réunion centrale haar bestaansreden verliest.
- december: laatste bijeenkomsten van de Réunion centrale

## Organisatie
Volgens het reglement stond het lidmaatschap open voor al wie in België woonde en ouder was dan achttien jaar. Men moest worden voorgedragen door drie personen en één florijn lidgeld betalen. Het bestuur van de club, dat wekelijks roteerde, werd waargenomen door een comité. Het voorzitterschap wisselde af tussen Ducpétiaux, Rogier en Bayet en het vicevoorzitterschap tussen Grégoire, Toussaint en Feigneaux.  
Elke dag vanaf 8u was er zitting. Verslagen werden gepubliceerd in de bevriende pers. Eerst was dat in Le Belge van Bayet en later in zijn L'Emancipation.

## Leden
Er was geen ledenlijst, maar de club moet honderden leden hebben geteld. Er waren vergaderingen met vijfhonderd aanwezigen. Daaronder:
Edmond Bartels · Jean-Baptiste Bataille · Adolphe Bayet · Félix Bayet · Charles-Joseph Boine · Pierre Emmanuel Félix Chazal · Charles Culhat · Alexandre Dechet · Dekeyn · Camille De Smet · Joseph Donies · Adolphe Duchène · Antoine Duchêne · Ferdinand Duchêne · Édouard Ducpétiaux · J.-B. Dupont · Auguste Engelspach-Larivière · Frantz Faider · Charles Feigneaux · Eugène Feigneaux · Louis Feigneaux · Fonteyn · Alexandre Gendebien · Ernest Grégoire · Isidore Guillain · Lucien Jottrand · Jean-François Lafeuillade · Mathieu Leclercq · Adolphe Levae · Levieux · Manche · Anne-François Mellinet · Mercier · Charles Niellon · Joseph Nique · Théodore Pardon · Charles Pletinckx · François Prové · Sébastien Reable · Bruno Renard · Eugène Renard · Auguste Robert · Pedro Rodenbach · Peter Stieldorff · Thélène · Joseph Ferdinand Toussaint · Van der Stegen · Juan Van Halen · Pierre Van Meenen · Théodore Van Mons · Warnand

## Locaties
De club hield haar eerste vergaderingen in de Salle des Beaux-arts in de Beierenstraat, deel van het Hôtel de la Paix gehouden door Charles Pletinckx. Al vroeg werd deze locatie te klein en kwam men bijeen in de Salle Saint-Georges in de Cellebroersstraat en uiteindelijk in het Parktheater. 

## Voetnoten
1. ↑  Witte, p. 108
2. ↑  Witte, p. 148
3. ↑  L'Emancipation, 9 november 1830
4. ↑  Gepubliceerd in Événements de Bruxelles du 25 Aout 1830 et jours suivans, et des mémorables journées des 23, 24 et 26 Septembre, avec les proclamations et pièces officielles, J. F. de Greef Laduron, 1830, p. 79 e.v.